# Пинеда, Хосе Лауреано
Хосе Лауреано Пинеда Угарте (исп. José Laureano Pineda Ugarte; 4 июля 1802 — 17 сентября 1853) — никарагуанский политик, Верховный директор страны.

## Биография
Родился в 1802 году в Потоси (департамент Ривас); его родителями были Педро Бенито Пинеда, претендовавший на власть над Никарагуа в 1826-27 годах, и Хуана Руфина Угарте Сельва. В 1825 году закончил Королевский университет в Леоне, получив степень в области права, смолоду придерживался либеральной идеологии и был сторонником независимости Центральной Америки от Испании. В 1835 году написал первый Уголовный кодекс Никарагуа, который был принят Национальной Ассамблеей в 1839 году. Входил в состав правительства при Сандовале.
В 1848 году был избран в состав Конституционной Ассамблеи, и стал одним из немногих, выступивших против подписанного под британской угрозой Договора на Кубе, одобрявшего захват англичанами Сан-Хуан-дель-Норте и установление британского протектората над индейцами мискито.
В апреле 1851 года был избран Верховным директором страны, но не сразу согласился занять этот пост, и приступил к обязанностям главы исполнительной власти лишь в мае.
4 августа 1851 года был свергнут в результате военного переворота, устроенного генералом Хосе де ла Тринидадом Муньосом Фернандесом, и поддержанного консерваторами. После того, как Пинеда бежал в Гондурас, оказалось три правительства, претендующих на власть над Никарагуа:
- правительство Пинеды в изгнании в Гондурасе
- правительство Хосе де Монтенегро в Гранаде (который неожиданно умер, и на дальнейшие события не влиял)
- правительство Хусто Абаунсы в Леоне

Получив в Гондурасе военную помощь, Пинеда вернулся в Никарагуа, угрожая штурмом Леону, и тот капитулировал. Чтобы прекратить традиционную борьбу между Леоном и Гранадой за главенство, Пинеда закрепил столичный статус за городом Манагуа.
Пинеда провёл реформу государственного управления, развивал образование и строил дороги. Он считается одним из лучших правителей Никарагуа в период до гражданской войны 1855-57 годов.